# Mirta Rosenberg
Mirta Rosenberg (Rosario, 7 de octubre de 1951-Buenos Aires, 28 de junio de 2019) fue una poeta, traductora y editora argentina. Su obra, única en el panorama poético argentino contemporáneo, se caracterizó por cruzar lo sexual con lo social, reflexionar sobre el humor, la belleza y la lengua e introducir versiones propias de poemas ajenos traducidos por ella misma. Además de realizar traducciones de poesía inglesa y norteamericana, en 1999 fundó la editorial Bajo la Luna. En el año 2004, obtuvo el Premio Konex a la traducción. Mirta muere en Buenos Aires en junio del 2019 

## Biografía
Realizó estudios de Letras en la Universidad Nacional del Litoral; de francés, en la Alianza Francesa de su ciudad natal y cursó el traductorado literario y técnico-científico de inglés en el Instituto Superior Nacional del Profesorado de Rosario. Integró el consejo de dirección de Diario de Poesía. En 1990 fundó el sello editorial Bajo la Luna. Entre sus libros, se cuentan Pasajes, El arte de perder y El paisaje interior. En 2004 ganó el premio Konex como traductora. Sus poemas han sido incluidos en numerosas antologías y traducidos al inglés, francés, portugués, alemán, italiano y neerlandés

## Carrera
Tradujo y publicó, entre otros, poemas de Katherine Mansfield, William Blake, Walt Whitman, Emily Dickinson, Marianne Moore, James Laughlin, Seamus Heaney, Elizabeth Bishop, D. H. Lawrence, Louise Gluck, Anne Carson, Robert Hass, Anne Sexton, Joseph Brodsky, Ted Hughes, Robert Lowell, Kay Ryan, Anna Swir, Wislawa Szymborska, y la poeta clásica Safo (del inglés). Fue asesora de la Casa de la Poesía “Evaristo Carriego” de Buenos Aires, donde coordinó el ciclo Los Traidores, una clínica sobre la traducción poética, entre 2001 y 2004. 
Editó, junto a Daniel Samoilovich, una página semanal de poesía en la revista del diario La Nación. En 2016 fundó la revista literaria Extra/1. Lecturas para poetas, publicación que reúne textos sobre poesía, traducciones y entrevistas.
Desde 2018 hasta fines de mayo de 2019, se desempeñó como titular de la cátedra Taller de Poesía II, de cuyo programa fue la creadora, en la Universidad Nacional de las Artes (UNA). 

## Obra

### Poesía
- 1984:     Pasajes
- 1988:     Madam
- 1994:     Teoría sentimental
- 1998:     El arte de perder
- 2001:     Poemas, Asociación de Escritores Extremeños, Badajoz, España.
- 2006:     El árbol de palabras. Obra reunida (incluye poemas inéditos y traducciones)
- 2012:     El paisaje interior
- 2015:     El arte de perder y otros poemas (antología). Valencia, España, Editorial Pre-Textos
- 2016:    Cuaderno de oficio (incluye traducciones de Safo, del inglés al castellano)
- 2017:    Bichos (Coautoría con Ezequiel Zaidenwerg)
- 2018:    El árbol de palabras. Obra reunida (incluye El paisaje interior y Cuaderno de oficio)
- 2020:    Impresiones Compartidas 1. Libros UNA, Ed. artesanal con grabados de María Inés Tapia Vera.

## Traducciones
- Marianne Moore, El reparador de agujas de campanario y otros poemas, Buenos Aires, Centro Editor de América Latina, 1998.
- Shakespeare, Enrique IV, (en colaboración con Daniel Samoilovich) Buenos Aires, Grupo Editorial Norma, 2000.
- Katherine Mansfield, Textos privados. Cartas, diarios, poemas. Buenos Aires, Perfil Libros, 2000.
- Marguerite Duras, La Música, Buenos Aires,  Bajo la luna, 2005.
- Cynthia Ozick, Virilidad. Buenos Aires, Bajo la luna, 2008.
- Anne Talvaz, Confesiones de una gioconda y otros poemas. Buenos Aires, Bajo la luna, 2008.
- Louise Glück, Las siete edades. Valencia, España, Editorial Pre-Textos, 2011.
- Anne Carson, Eros, el dulce amargo, Buenos Aires, Fiordo, 2015.

## Premios y becas
- 2003: Beca Guggenheim en poesía[6]
- 2004: Premio Konex por su trayectoria en la traducción literaria[6]
- 2013: Premio Provincial de Poesía José Pedroni por El paisaje interior[7]